# De Paradijsvogels
De Paradijsvogels is een Vlaams toneelstuk dat in 1979 tot een televisieserie werd bewerkt.

## Toneelstuk
De Paradijsvogels is een volks toneelstuk van Gaston Martens uit 1934. Het verhaalt de lotgevallen van de bewoners van Leydonck-Waterland, een fictief dorpje aan de Leie in de tweede helft van de jaren twintig van de twintigste eeuw. Men kan het situeren in de buurt van Zulte, het geboortedorp van de auteur. Het vertolkt zowat de sfeer van het Vlaams expressionisme, zoals het ooit door schilders als Constant Permeke in de verf is gezet.
Tot lang na de oorlog werd deze komedie door talloze amateurgezelschappen gespeeld in Vlaanderen. In 1972 werd het gebracht door het NTG. Er kwamen 35.079 mensen kijken, een record.
Maar ook in het buitenland had het toneelstuk succes; De Paradijsvogels werd opgevoerd in tal van landen, tot in de Verenigde Staten toe. In Frankrijk was de bijval het grootst; het toneelstuk werd in Parijs vierhonderd maal opgevoerd in twee jaar tijd.

### Opvoeringen Gentse Feesten 2005
Tijdens de Gentse Feesten van 2005 werd het stuk van 14 tot 24 juli opgevoerd in het Capitole. Daarna nog in Casino Kursaal in Oostende en de Stadsschouwburg van Antwerpen. De regie was in handen van Jef Demedts. Productie door Full'Art en de Live Entertainment Foundation van Geert Allaert.
| Acteur                | Personage                       |
| --------------------- | ------------------------------- |
| Werther Vander Sarren | "de champetter"                 |
| Anton Cogen           | "Bolle"                         |
| Magda Cnudde          | "Flavie", vrouw van Bolle       |
| Yvonne Delcour        | "Manse"                         |
| Walter De Buck        | "Tsjiele Nossel", liedjeszanger |
| Martin Gyselinck      | "Rietje"                        |

## Concept
Het centrale thema in De Paradijsvogels is het dagelijkse leven van gewone Vlaamse mensen: simpele, wat karikaturale volksfiguren, wier levensritme bepaald wordt door het geloof, het werk, het café, het geld en natuurlijk de liefde.
Het verhaal begint in café "Den Bonten Os". Cafébaas Bolle en zijn boezemvriend Rietje maken zich klaar om als Sinterklaas en Nikodemus, deze laatste beter bekend als Zwarte Piet, op ronde te gaan. Bij het verlaten van het café rijdt een auto hen omver. Ze belanden in coma en zweven van de hel naar de hemel. Daar stuurt Sint-Pieter hen terug naar de aarde om hun leven te beteren.

## Film
Er kwam in 1946 ook een verfilming onder de titel Les gueux aux paradis, met in de hoofdrollen Raimu en de populaire komische acteur Fernandel.

## Televisieserie
In 1979 werd het een televisieserie die voor het eerst werd uitgezonden door de BRT. De serie ging op oudejaarsavond 1979 in première en liep drie seizoenen en 38 afleveringen tot en met 1982. De serie werd de hele jaren tachtig herhaald, in het seizoen 1993-'94 en in het najaar van 2003 ook nog eens in het kader van 50 jaar televisie. Ook in 2011 werd de serie heruitgezonden.

## Rolverdeling televisieserie
| Acteur                | Personage                       |
| --------------------- | ------------------------------- |
| Jef Burm              | Rietje Rans                     |
| Anton Peters          | Bolle Verbuyck                  |
| Ward De Ravet         | Pier de smid                    |
| Denise De Weerdt      | Catho                           |
| Machteld Ramoudt      | Leentje                         |
| Luk Perceval          | Tuurke                          |
| Luc Desmedt           | Polleke                         |
| Werther Vander Sarren | de sjampetter                   |
| Ugo Prinsen           | de koster                       |
| Alex Wilequet         | Hippoliet, brouwer-burgemeester |
| Diane de Ghouy        | Emmérence                       |
| Marijn Devalck        | Brozie                          |
| Magali Uytterhaegen   | Ulle                            |
| Oswald Versyp         | Rappe                           |
| Jan Reusens           | Landerke                        |
| Alice Toen            | Philomène                       |
| Lode Van Beek         | Mentie                          |
| Ludo Busschots        | Louitje                         |
| Gerda Marchand        | Manse Lappers                   |
| Robert Marcel         | Désirée Speydonck               |
| Maurits Goossens      | August Speydonck                |
| Martha Dewachter      | Aspasie Speydonck               |
| Polly Geerts          | Flavie                          |
| Linda Lepomme         | Rozeke                          |
| Bob De Moor           | Zeentje                         |
| Dries Wieme           | Lus                             |
| Marc Leemans          | de Pastoor                      |
| Piet Balfoort         | Staf Verhelle                   |
| Sjarel Branckaerts    | Clément Lambrecht               |
| Walter Cornelis       | Cies Stampers                   |
| Vic Moeremans         | Isidoor De Mulder               |
| Ann Petersen          | Clotilde De Mulder              |
| Carlos Van Lanckere   | Gust Verhelle                   |
| Anton Cogen           | journalist                      |
| Kristiaan Lagast      | Rinus, de stroper               |
| Liliane De Wageneer   | Nelleke                         |